# Bassareus
Bassareus was in de Thracische mythologie een versie van Dionysus. De naam is afkomstig van bassaris of "vossenpels", omdat deze door zijn aanhangers werd gedragen tijdens de uitvoering van hun mysteriecultus De hem omringende maenaden werden daarom ook Bassaride genoemd.